# Brickellia glandulosa
Brickellia glandulosa là một loài thực vật có hoa trong họ Cúc. Loài này được (La Llave) McVaugh mô tả khoa học đầu tiên năm 1972.